# Piotr Gross
Piotr Ferdynand Gross (ur. 1 sierpnia 1818 w Podgórzu, zm. 25 czerwca 1895 we Lwowie) –  uczestnik Wiosny Ludów, ziemianin, działacz gospodarczy, polityk ugrupowania „mameluków”, poseł na Sejm Krajowy Galicji i do austriackiej Rady Państwa
Ukończył szkołę elementarną i gimnazjum w Bochni. W latach 1841–1845 odbył studia prawnicze i filozoficzne na uniwersytecie we Lwowie. Po uzyskaniu doktoratu z filozofii od 10 marca 1845 był adiunktem a od 1 lutego 1848 katedry fizyki uniwersytetu.
Podczas Wiosny Ludów w 1848 organizował Legię Akademicką i dowodził oddziałem studentów filozofii. Jeden z twórców Centralnego Komitetu Akademickiego - od czerwca 1848 kierował jego Wydziałem Porządku i Spokoju. Jeden z założycieli Centralnej Rady Narodowej - był w niej od kwietnia 1848 delegatem uniwersytetu i kierował wraz z Karolem Szajnochą referatem spraw wyznaniowych i naukowych. Przeprowadził z powodzeniem polonizację uniwersytetu lwowskiego. Był też członkiem delegacji wysłanej do Krakowa do gubernatora Zaleskiego celem zaznajomienia go ze stanem prowincji. Podczas walk ulicznych we Lwowie 1 i 2 listopada 1848 r. jako dowódca IV kompanii Legii Akademickiej pełnił służbę przy barykadzie. 8 listopada 1848 został aresztowany przez Austriaków i oskarżony o zdradę stanu. W toku śledztwa nie udowodniono mu jednak winy o decyzją sądu został 21 grudnia 1848 uwolniony. Jednak do roku 1854 pozostawał pod nadzorem policji. Zdrowie nadwyrężone przez pobyt w więzieniu leczył na wsi pod Lwowem, a następnie w Innsbrucku.
Podczas powstania styczniowego w 1863 wszedł w skład Komitetu lwowskiego Adama Sapiehy - m.in. z jego ramienia kupował broń dla powstańców w Pradze. Od września 1863 zaś należał do Wydziału Rządu Narodowego w Galicji i z tego tytułu prowadził śledztwo w głośnej sprawie Zygmunta Kaczkowskiego. W 1864 aresztowano go i przez pewien czas przebywał w areszcie.
Był zarządcą należących do jego żony dóbr Koniuszki Siemianowskie w powiecie Rudki. Poseł do Sejmu Krajowego Galicji II, III, IV, V i VI kadencji (1867-1878, 1882-1895), wybrany w kurii I (wielkiej własności) obwodu Sambor, z okręgu wyborczego Sambor. W Sejmie należał do klubu rezolucjonistów. W latach 1868–1875 był członkiem Wydziału Krajowego, w tym charakterze przez kilka lat był komisarzem w Akademii Rolniczej w Dublanach i członkiem zarządu Kasy Oszczędności w Krakowie.
Polityk ugrupowania „mameluków”. Był posłem do austriackiej Rady Państwa II kadencji (20 maja 1867 - 18 września 1868, 18 grudnia 1869 - 31 marca 1870) wybranym przez Sejm z kurii I (wielkiej własności) oraz V kadencji ( 11 października 1873 - 29 lipca 1874) wybranym w kurii I (wielkiej własności) w okręgu wyborczym nr 9 (Sambor, Staremiasto, Turka, Drohobycz, Rudki).   W parlamencie austriackim II kadencji był członkiem komisji konstytucyjnej, komisji do spraw ugody z Węgrami, komisji do spraw podatku od piwa i wódki oraz członkiem delegacji wspólnej w 1868. Należał do Koła Polskiego, gdzie był członkiem wielu komisji m.in. do poruszania kwestii językowej w dziennikach i komisji do sprawy Banku Włościańskiego.
Współzałożyciel Towarzystwa Wzajemnych Ubezpieczeń od Ognia "Florianka" a następnie jego wiceprezydent i reprezentant we Lwowie. Od 1860 działacz i członek Komitetu Galicyjskiego Towarzystwa Gospodarskiego (31 stycznia 1848 - 22 lutego 1850, 24 czerwca 1874 - 12 czerwca 1880), jego wiceprezes (12 czerwca 1880 - 15 czerwca 1892). Był członkiem pierwszej rady nadzorczej Towarzystwa Wzajemnych Ubezpieczeń w Krakowie od 1860 do 1864 W latach 1875–95 dyrektor Galicyjskiego Banku Kredytowego we Lwowie.
Pochowany na cmentarzu Łyczakowskim.

## Rodzina
Był synem Piotra, urzędnika salinarnego w Bochni, i Barbary z domu Tobel. Żonaty z Eligią z Siemianowskich wdowy po ziemianinie i właścicielu dóbr Koniuszki Siemianowskie Wincentym Lewickim (1803-1849), Był ojczymem Mieczysława Lewickiego posła do austriackiej Rady Państwa,